# Claude François de Malet
Claude François de Malet (Dole, Franche-Comté, 1754. június 28. – Párizs, 1812. október 29.) francia tábornok, Napóleon oroszországi hadjárata idején a császár elleni úgynevezett Malet-összeesküvés fő szervezője.

## Élete
A francia forradalom kitörése után belépett a forradalmi hadseregbe. 1799-től 1807-ig a Rajna mellékén és Itáliában harcolt. I. Napóleon császár nem jó szemmel nézte a vitéz dandárparancsnokot, mivel de Malet nem titkolta köztársasági érzelmeit. 1807-ben a császár megfosztotta őt hivatalától és négy évig fogságban tartotta. Malet azonban a fogságban sem hagyott fel az önkényuralommá váló császárság elleni izgatással, és a fogházban összeesküvést szőtt, melynek tagjai Lafont abbé, Guidal és La Horie tábornokok az 1812-es orosz hadjárat idején a császárság megbuktatására törtek. Malet az október 22-ről 23-a virradó éjjelen Lafont-nal együtt megszökött a börtönből. Több párizsi kaszárnyában Napóleon halálhírét költötték és felkelésre próbálták buzdítani a katonákat. Tervük azonban nem sikerült, Hulin tábornok, Párizs városparancsnoka október 28-án elfogatta, és másnap, 29-én a másik két tábornokkal együtt a haditörvényszék ítélete alapján főbelövette őket.